# Žažda
Žažda è un film del 2016 diretto da Svetla Cocorkova.